# Luke Amos
Luke Amos, né le 23 février 1997 à Londres en Angleterre, est un footballeur anglais évoluant au poste de milieu défensif au Perth Glory.

## Biographie

### En club

#### Tottenham Hotspur(2017-2020)
Luke Amos est né le 23 février 1997 à Londres, plus précisément à Welwyn Garden City, vers le centre de la capitale. 
Il rejoint le club du Ware FC à l'âge de 5 ans et y joue jusqu'à ses 9 ans avant d'être repéré par les recruteurs de Tottenham Hotspur.
Il passe une dizaine d'années dans le centre de formation des Spurs et joue dans toutes les catégories de jeunes, il intègre pour la première fois l'équipe première à l'âge de 19 ans, à l'occasion du quatrième tour de l'EFL Cup 2016-2017 face à Liverpool, cependant il ne rentre pas en jeu et voit les siens perdre la rencontre sur le score de 2 à 1.
Lors de l'été 2017, il fait partie des six joueurs d'origine nigériane sélectionnés pour jouer la pré-saison avec les Spurs, les cinq autres joueurs sont Dele Alli, Timothy Eyoma, Keanan Bennetts, Josh Onomah et Moroyin Omolabi.
Le 29 janvier 2018, la page officielle de Tottenham annonce une prolongation du contrat d'Amos qui le lie un an de plus au club, il est prêté le même jour au Stevenage FC.
Le 11 août 2018, à l'occasion de la première journée de la saison 2018-2019 de Premier League face Newcastle United, il joue enfin son premier match pour Tottenham en remplaçant Eric Dier à la 88e minute, sorti sur blessure. Les Spurs remporte finalement la rencontre sur le score de 1-2.

#### Prêts en Angleterre (2017-2018)
Le 27 janvier 2017, le club de Southend United annonce l'arrivée de Luke Amos en prêt, il y évoluera jusqu'à la fin de la saison. Il arrive au club avec un statut de remplaçant, ce qui se confirme par le fait qu'il passera 10 rencontres sur le banc jusqu'au 18 mars 2017, où il joue son premier match professionnel en tant que titulaire face à Walsall, il jouera 51 minutes avant d'être remplacé par Jason Dimitriou, Southend United finit par gagner la rencontre sur le score de 3-2. 
Il revient à Tottenham en ayant joué 3 matchs et seulement 125 minutes.
Le 29 janvier 2018, quasiment un an après l'annonce du départ en prêt à Southend United, Tottenham décide de prêter Luke Amos au Stevenage FC qui évolue à une division en dessous par rapport à Southend United. Cette décision va directement se ressentir dans le temps de jeu de Luke Amos puisqu'il joue quasiment la totalité des rencontres de la deuxième partie de saison du Stevenage FC.

#### Prêt concluant et départ auQueens Park Rangers(2019-2023)
Le 1er juillet 2019, le site officiel des Queens Park Rangers annonce l'arrivée en prêt de Luke Amos pour une durée d'une saison.
Le 14 décembre 2019, lors de d'une rencontre face Barnsley, il marque le premier doublé de sa carrière mais n’empêche pas son équipe de perdre sur le lourd score de 5 à 3.
Tout au long de la saison, il forme un duo convaincant avec Eberechi Eze avec lequel il figure à maintes reprises dans l'équipe de la semaine. Malheureusement, Queens Park Rangers finit la saison à la 13e place du classement avec 58 points.
Le 17 août 2020, le club annonce le transfert définitif de Luke Amos pour un montant indéterminé, le joueur signe un contrat d'une durée de trois ans.
Le 17 octobre 2020, lors de la cinquième journée de Championship opposant l'AFC Bournemouth au Queens Park Rangers, Luke Amos sort à la 72e minute sur blessure, le staff médical craint alors le pire car il s'était déjà lourdement blessé dans le passé. Les craintes s'avérèrent être justes car Luke Amos fait une rechute, il souffre d'une rupture des ligaments croisés qui l'écarte des terrains pour la totalité de l'exercice 2020-2021.
En mai 2023, il n'a pas prolongé son contrat et le club annonce que le joueur quittera le club à la fin de son contrat en juin.

#### Hibernian FC (2024-2025)
Fin janvier 2024, il signe un contrat dans un club de Scottish Premiership, le Hibernian FC, la durée du contrat est de 18 mois.
Le 3 février 2025, il quitte le club d'Hibernian FC d'un commun accord.

#### Départ pour l'Australie au Perth Glory (depuis 2025)
En février 2025, il rejoint pour le reste de la saison le club de Perth Glory.

## Statistiques
| Saison                | Club                       | Championnat           | Championnat | Championnat | Coupe nationale | Coupe nationale | Coupe de la Ligue | Coupe de la Ligue | Compétition(s) continentale(s) | Compétition(s) continentale(s) | Compétition(s) continentale(s) | Total | Total |
| Saison                | Club                       | Division              | M.          | B.          | M.              | B.              | M.                | B.                | Comp.                          | M.                             | B.                             | M.    | B.    |
| 2016-2017             | Southend United (prêt)     | League One            | 3           | 0           | -               | -               | -                 | -                 | -                              | -                              | -                              | 3     | 0     |
| 2017-2018             | Stevenage FC (prêt)        | League Two            | 16          | 2           | -               | -               | -                 | -                 | -                              | -                              | -                              | 16    | 2     |
| Sous-total            | Sous-total                 | Sous-total            | 19          | 2           | 0               | 0               | 0                 | 0                 | -                              | 0                              | 0                              | 19    | 2     |
| 2018-2019             | Tottenham Hotspur          | Premier League        | 1           | 0           | -               | -               | -                 | -                 | C1                             | -                              | -                              | 1     | 0     |
| Sous-total            | Sous-total                 | Sous-total            | 1           | 0           | 0               | 0               | 0                 | 0                 | -                              | 0                              | 0                              | 1     | 0     |
| 2019-2020             | Queens Park Rangers (prêt) | Championship          | 34          | 2           | -               | -               | 1                 | 0                 | -                              | -                              | -                              | 35    | 2     |
| 2020-2021             | Queens Park Rangers        | Championship          | 5           | 0           | -               | -               | 1                 | 0                 | -                              | -                              | -                              | 6     | 0     |
| 2021-2022             | Queens Park Rangers        | Championship          | 29          | 6           | 2               | 0               | 2                 | 0                 | -                              | -                              | -                              | 33    | 6     |
| 2022-2023             | Queens Park Rangers        | Championship          | 21          | 0           | -               | -               | -                 | -                 | -                              | -                              | -                              | 21    | 0     |
| Sous-total            | Sous-total                 | Sous-total            | 89          | 8           | 2               | 0               | 4                 | 0                 | -                              | 0                              | 0                              | 95    | 8     |
| 2023-2024             | Hibernian FC               | Scottish Premiership  | 7           | 0           | 1               | 0               | -                 | -                 | -                              | -                              | -                              | 8     | 0     |
| 2024-2025             | Hibernian FC               | Scottish Premiership  | 1           | 0           | 1               | 0               | 5                 | 0                 | -                              | -                              | -                              | 7     | 0     |
| Sous-total            | Sous-total                 | Sous-total            | 8           | 0           | 2               | 0               | 5                 | 0                 | -                              | 0                              | 0                              | 15    | 0     |
| 2024-2025             | Perth Glory                | A-League              | 7           | 1           | -               | -               | -                 | -                 | -                              | -                              | -                              | 7     | 1     |
| Sous-total            | Sous-total                 | Sous-total            | 7           | 1           | 0               | 0               | 0                 | 0                 | -                              | 0                              | 0                              | 7     | 1     |
| Total sur la carrière | Total sur la carrière      | Total sur la carrière | 124         | 11          | 4               | 0               | 9                 | 0                 | -                              | 0                              | 0                              | 137   | 11    |